# Georg Frederik von Krogh (1732–1818)
Georg Frederik von Krogh, född 7 oktober 1732, död 3 augusti 1818, var en dansk-norsk militär. Han var farbror till Christopher von Krogh och farfar till Fritz von Krogh.
Krogh blev fänrik 1749, kapten 1753, deltog som frivillig i preussiska armén i fälttågen 1757-58, blev 1760 överste, 1772 generalmajor och kommenderande general nordanfjälls samt 1793 general. Krogh var för sin duglighet och ädla karaktär högt uppskattad av Fredrik VI, och var även intresserad av jordbruk, och skall ha varit den förste i Norge som odlade potatis.